# Марк Жьо
Марк Жьо (англ. Marc Giot; народився 23 липня 1981) — південноафриканський хокеїст, нападник. Виступає за «Кейптаун Шаркс» в Південноафриканській хокейній лізі. У складі національної збірної ПАР учасник чемпіонатів світу 2003 (дивізіон II), 2004 (дивізіон II), 2005 (дивізіон III), 2008 (дивізіон III), 2009 (дивізіон II) і 2010 (дивізіон III). 
Виступав за команди: «Кейптаун Шаркс».

## Досягнення
- Срібний призер чемпіонату світу 2005 (дивізіон III)
- Срібний призер чемпіонату світу 2008 (дивізіон III)
- Бронзовий призер чемпіонату світу 2010 (дивізіон III, група B)